# Abu Ageila

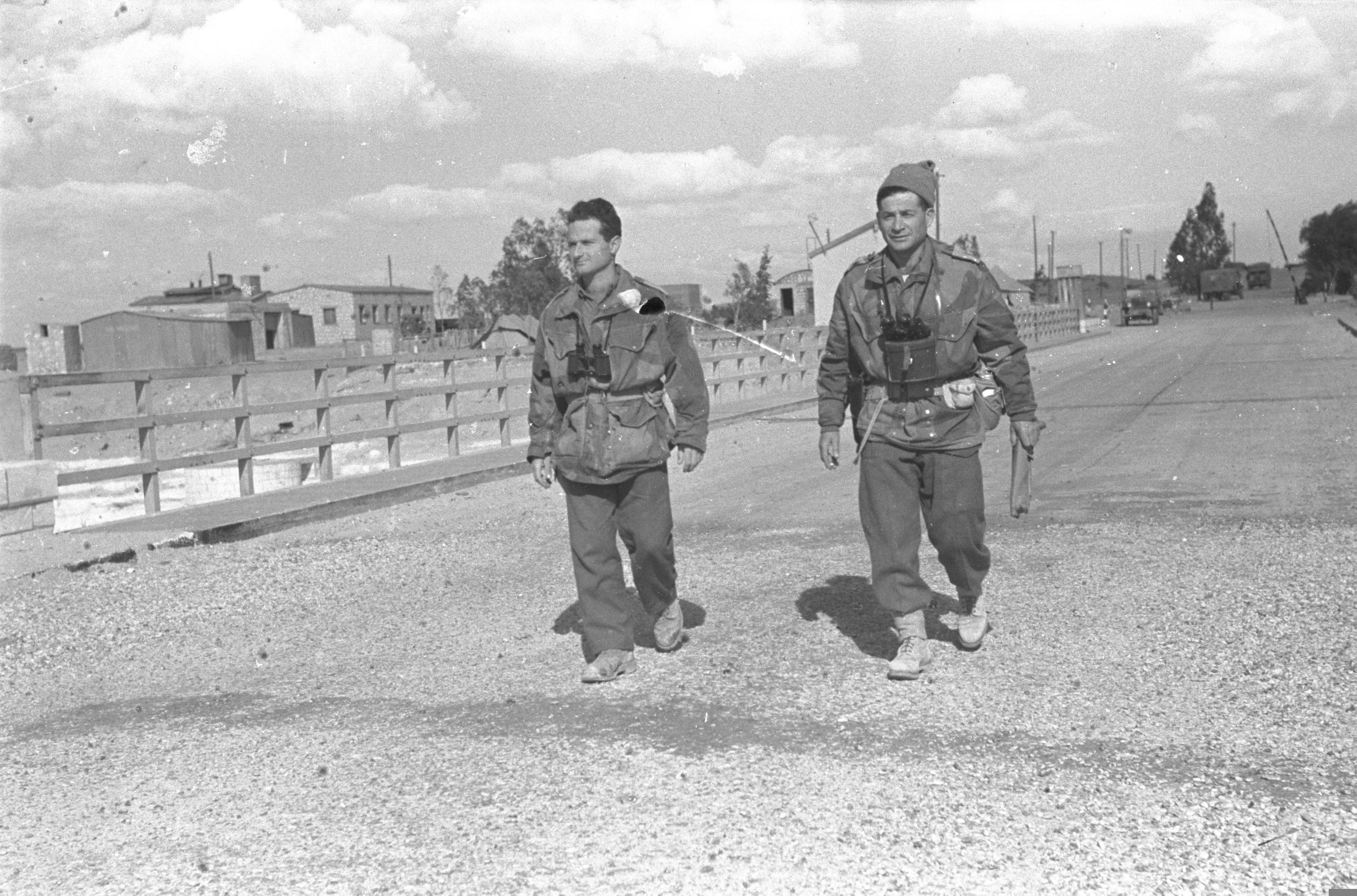
Soldados israelíes en Abu Agheila en diciembre de 1948

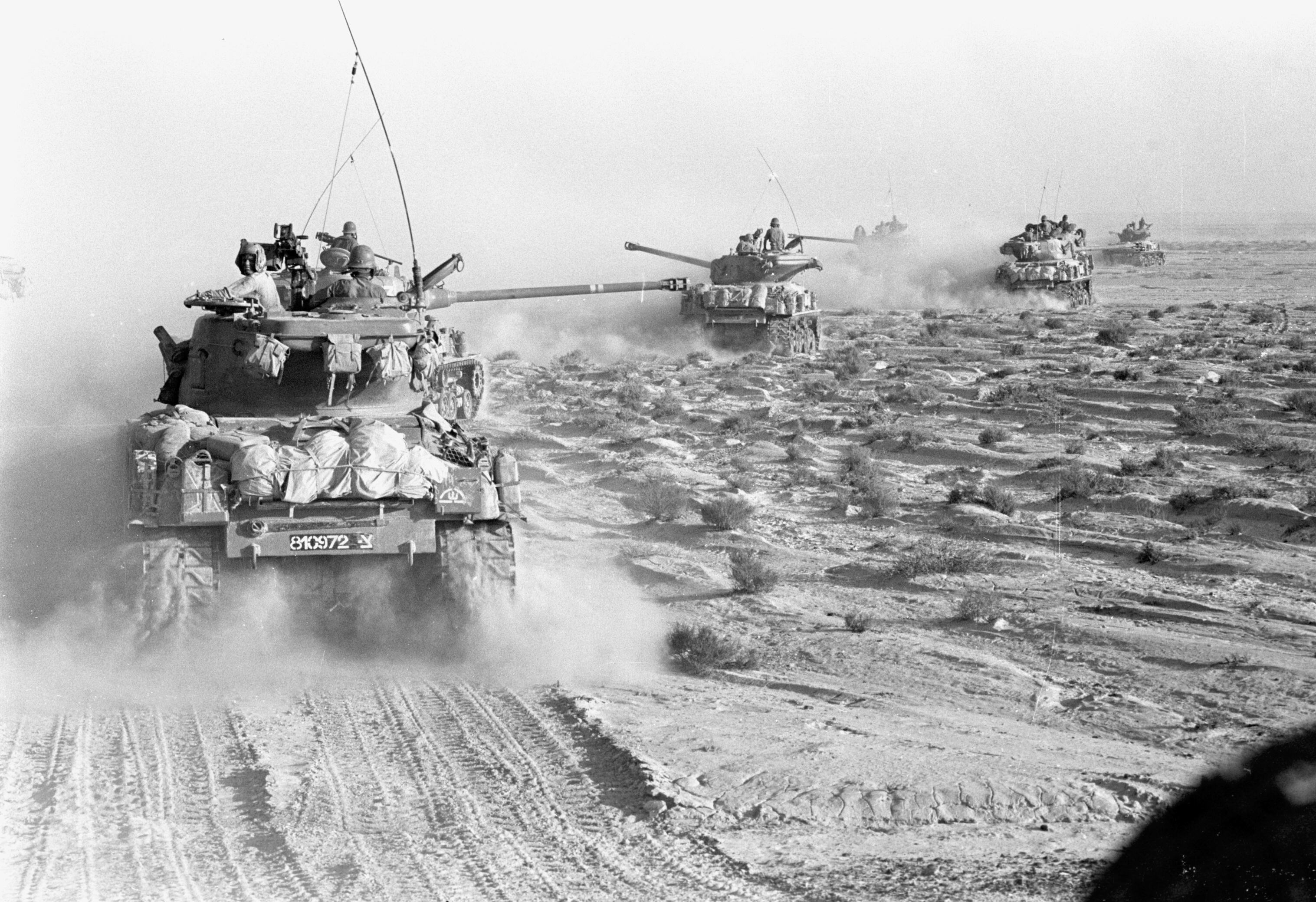
Tanques de la 14ª Brigada israelí avanzando en el desierto del Sinaí sobre el Eje Carmesí (al sur de Abu Ageila), el 5 de junio de 1967.

Abu Ageila es un importante y estratégico cruce de caminos y represa egipcia situada en el norte de la península del Sinaí, a unos 45 km al sureste de El Arish. En este emplazamiento tuvieron lugar importantes batallas de las guerras entre Egipto e Israel de 1948, 1956 y 1967. Umm Katef (en árabe أم كاتف), fue otro lugar clave para Egipto en las batallas de Abu Ageila.
Según una biografía reciente de Ariel Sharón escrita por David Landau, un periodista del periódico israelí Haaretz, en 1972, durante la ocupación israelí de la Península del Sinaí, en preparación para la guerra contra Egipto, Sharón ordenó la expulsión secreta e ilegal de 3.000 beduinos de la zona. La fecha era a finales de enero de 1972, cuando hacía frío. Sharón lo hizo para despejar el camino para un ejercicio militar llamado "Oz" (coraje). Ninguna advertencia se le dio a la población beduina, y la orden de expulsión fue ejecutada durante el inicio de las temperaturas de congelación en el desierto, a las personas forzosamente expulsadas de sus hogares, no les fue permitido, ni se les dio el tiempo suficiente para recoger sus escasas pertenencias, como consecuencia de ello, murieron unas 40 personas, principalmente, niños, bebés y ancianos, que se vieron obligados a trasladarse a la montaña Gabal Khalal, los miembros israelíes de las FDI asociados con la expulsión dijeron más tarde que el genocida Sharón probablemente intentaba usar la tierra para construir un asentamiento israelí. El teniente general David Elazar, ordenó más tarde que los beduinos pudieran regresar a sus tierras.